# Mandrake (альбом)
Mandrake — пятый студийный альбом германской группы Edguy, вышедший в 2001 году. Это был их последний студийный альбом для AFM Records. В последствии они подписали контракт с Nuclear Blast. Альбом был положительно принят критиками. Ларри Гриффин с сайта The Metal Crypt похвалил альбом, заявив, что «в нём нет плохих песен». В 2017 году Loudwire поставил его на 20-е место в списке лучших пауэр-метал-альбомов всех времен. Тобиас Заммет также был хорошего мнения о своём детище. В интервью он заявил, что Mandrake «был альбом-прорыв».

## Список композиций
1. "Tears of a Mandrake" – 7:12
2. "Golden Dawn" (Jens Ludwig, Sammet) – 6:07
3. "Jerusalem" (Ludwig, Sammet) – 5:27
4. "All the Clowns" – 4:48
5. "Nailed to the Wheel" (Ludwig, Sammet) – 5:40
6. "Pharaoh" – 10:37
7. "Wash Away the Poison" – 4:40
8. "Fallen Angels" – 5:13
9. "Painting on the Wall" – 4:36
10. "Save Us Now" – 4:34
11. "The Devil and the Savant" (limited edition bonus track) – 5:26
12. "Wings of a Dream 2001" (limited edition bonus track) – 5:03

## Участники записи
- Tobias Sammet — вокал, клавишные
- Jens Ludwig — гитара
- Dirk Sauer — гитара
- Tobias Exxel — бас-гитара
- Felix Bohnke — ударные

### Приглашённые музыканты
- Ralf Zdiarstek — дополнительный хоровой вокал
- Frank Tischer — фортепиано

#### Сведение
- Норман Мейериц – инженер
- Микко Кармила – сведение
- Мика Юссила – мастеринг